# Lista de partidas de Paolo Guerrero pela Seleção Peruana de Futebol
Esta é uma lista de partidas de Paolo Guerrero pela Seleção Peruana de Futebol.
Paolo Guerrero é um futebolista peruano que atualmente defende o clube brasileiro Flamengo e é o capitão da Seleção Peruana. O jogador atua como atacante.

## Partidas
Sub-18
| Ano   |       |      |         |       |
| Ano   | Jogos | Gols | Assist. | Média |
| ----- | ----- | ---- | ------- | ----- |
| 2001  | 0     | 0    | 0       | 0     |
| Total | 0     | 0    | 0       | 0     |

Sub-23 (Olímpico)
| Ano   |       |      |         |       |
| Ano   | Jogos | Gols | Assist. | Média |
| ----- | ----- | ---- | ------- | ----- |
| 2004  | 4     | 3    | 0       | 0,75  |
| Total | 4     | 3    | 0       | 0,75  |

|    | Data                  | Local                                       | Resultado | Adversário | Gols | Assist. | Competição                                        |
| -- | --------------------- | ------------------------------------------- | --------- | ---------- | ---- | ------- | ------------------------------------------------- |
| 1. | 8 de janeiro de 2004  | Francisco Sánchez Rumoroso, Coquimbo, Chile | 0–0       | Argentina  | 0    | 0       | Torneio Pré-Olímpico Sul-Americano Sub-23 de 2004 |
| 2. | 10 de janeiro de 2004 | Francisco Sánchez Rumoroso, Coquimbo, Chile | 1–3       | Colômbia   | 1    | 0       | Torneio Pré-Olímpico Sul-Americano Sub-23 de 2004 |
| 3. | 12 de janeiro de 2004 | Francisco Sánchez Rumoroso, Coquimbo, Chile | 2–4       | Equador    | 1    | 0       | Torneio Pré-Olímpico Sul-Americano Sub-23 de 2004 |
| 4. | 14 de janeiro de 2004 | Francisco Sánchez Rumoroso, Coquimbo, Chile | 3–2       | Bolívia    | 1    | 0       | Torneio Pré-Olímpico Sul-Americano Sub-23 de 2004 |

Seleção principal

| Ano   |       |      |         |       |
| Ano   | Jogos | Gols | Assist. | Média |
| ----- | ----- | ---- | ------- | ----- |
| 2004  | 3     | 1    | 0       | 0,33  |
| 2005  | 6     | 2    | 0       | 0,33  |
| 2006  | 3     | 2    | 0       | 0,66  |
| 2007  | 9     | 4    | 0       | 0,44  |
| 2008  | 4     | 0    | 0       | 0     |
| 2009  | 3     | 0    | 0       | 0     |
| 2010  | 0     | 0    | 0       | 0     |
| 2011  | 9     | 7    | 2       | 0,77  |
| 2012  | 8     | 2    | 1       | 0,28  |
| 2013  | 6     | 0    | 0       | 0     |
| 2014  | 5     | 2    | 0       | 0,4   |
| 2015  | 11    | 5    | 1       | 0,45  |
| 2016  | 12    | 3    | 2       | 0,25  |
| 2017  | 7     | 5    | 1       | 0,8   |
| 2018  | 5     | 3    | 1       | 2     |
| 2019  | 11    | 3    | 1       | 0     |
| Total | 102   | 39   | 9       | 0,39  |

|      | Data                   | Local                                                   | Resultado | Adversário | Gols | Assist. | Competição                  |
| ---- | ---------------------- | ------------------------------------------------------- | --------- | ---------- | ---- | ------- | --------------------------- |
| 1.   | 9 de outubro de 2004   | Hernando Siles, La Paz, Bolívia                         | 0–1       | Bolívia    | 0    | 0       | Elim. Copa do Mundo de 2006 |
| 2.   | 13 de outubro de 2004  | Defensores del Chaco, Assunção, Paraguai                | 1–1       | Paraguai   | 0    | 0       | Elim. Copa do Mundo de 2006 |
| 3.   | 17 de novembro de 2004 | Estádio Nacional, Lima, Peru                            | 2–1       | Chile      | 1    | 0       | Elim. Copa do Mundo de 2006 |
| 68.  | 6 de junho 2016        | CenturyLink Field, Seattle, Estados Unidos              | 1–0       | Haiti      | 1    | 0       | Copa América Centenário     |
| 69.  | 8 de junho 2016        | University of Phoenix Stadium, Glendale, Estados Unidos | 2–2       | Equador    | 0    | 2       | Copa América Centenário     |
| 70.  | 12 de junho de 2016    | Gillette Stadium, Foxborough, Estados Unidos            | 1–0       | Brasil     | 0    | 0       | Copa América Centenário     |
| 71.  | 17 de junho de 2016    | MetLife Stadium, East Rutherford, Estados Unidos        | 0–0 (2–4) | Colômbia   | 0    | 0       | Copa América Centenário     |
| 72.  | 1 de setembro de 2016  | Hernando Siles, La Paz, Bolívia                         | 3–0       | Bolívia    | 0    | 0       | Elim. Copa do Mundo de 2018 |
| 73.  | 6 de setembro de 2016  | Estádio Nacional, Lima, Peru                            | 2–1       | Equador    | 0    | 0       | Elim. Copa do Mundo de 2018 |
| 74.  | 6 de outubro de 2016   | Estádio Nacional, Lima, Peru                            | 2–2       | Argentina  | 1    | 0       | Elim. Copa do Mundo de 2018 |
| 75.  | 11 de outubro de 2016  | Estádio Nacional, Santiago, Chile                       | 1–2       | Chile      | 0    | 0       | Elim. Copa do Mundo de 2018 |
| 76.  | 10 de novembro de 2016 | Defensores del Chaco, Assunção, Paraguai                | 4–1       | Paraguai   | 0    | 0       | Elim. Copa do Mundo de 2018 |
| 77.  | 16 de novembro de 2016 | Estádio Nacional, Lima, Peru                            | 0–2       | Brasil     | 0    | 0       | Elim. Copa do Mundo de 2018 |
| 78.  | 23 de março de 2017    | Monumental de Maturín, Maturín, Venezuela               | 2–2       | Venezuela  | 1    | 0       | Elim. Copa do Mundo de 2018 |
| 79.  | 28 de março de 2017    | Estádio Nacional, Lima, Peru                            | 2–1       | Uruguai    | 1    | 1       | Elim. Copa do Mundo de 2018 |
| 80.  | 8 de junho de 2017     | Mansiche, Maturín, Peru                                 | 1–0       | Paraguai   | 1    | 0       | Elim. Copa do Mundo de 2018 |
| 81.  | 13 de junho de 2017    | Monumental da UNSA, San Agustín, Peru                   | 3–1       | Jamaica    | 1    | 0       | Elim. Copa do Mundo de 2018 |
| 89.  | 16 de junho de 2018    | Arena Mordovia, Saransk, Rússia                         | 0–1       | Dinamarca  | 0    | 0       | Copa do Mundo de 2018       |
| 90.  | 21 de junho de 2018    | Estádio Central, Ecaterimburgo, Rússia                  | 0–1       | França     | 0    | 0       | Copa do Mundo de 2018       |
| 91.  | 26 de junho de 2018    | Estádio Olímpico de Fisht, Sóchi, Rússia                | 2–0       | Austrália  | 1    | 1       | Copa do Mundo de 2018       |
| 92.  | 5 de junho de 2019     | Estádio Monumental "U", Lima, Peru                      | 1–0       | Costa Rica | 0    | 0       | Amistoso                    |
| 93.  | 9 de junho de 2019     | Estádio Monumental "U", Lima, Peru                      | 0–3       | Colômbia   | 0    | 0       | Amistoso                    |
| 94.  | 15 de junho de 2019    | Arena do Grêmio, Porto Alegre, Brasil                   | 0–0       | Venezuela  | 0    | 0       | Copa América de 2019        |
| 95.  | 18 de junho de 2019    | Maracanã, Rio de Janeiro, Brasil                        | 3–1       | Bolívia    | 1    | 1       | Copa América de 2019        |
| 96.  | 22 de junho de 2019    | Arena Corinthians, São Paulo, Brasil                    | 0–5       | Brasil     | 0    | 0       | Copa América de 2019        |
| 97.  | 29 de junho de 2019    | Arena Fonte Nova, Salvador, Brasil                      | 0–0 (5–4) | Uruguai    | 0    | 0       | Copa América de 2019        |
| 98.  | 3 de julho de 2019     | Arena do Grêmio, Porto Alegre, Brasil                   | 3–0       | Chile      | 1    | 0       | Copa América de 2019        |
| 99.  | 7 de julho de 2019     | Maracanã, Rio de Janeiro, Brasil                        | 1–3       | Brasil     | 1    | 0       | Copa América de 2019        |
| 100. | 11 de outubro de 2019  | Estádio Centenário, Montevidéu, Uruguai                 | 0–0       | Uruguai    | 0    | 0       | Amistoso                    |
| 101. | 15 de outubro de 2019  | Estádio Nacional do Peru, Lima, Peru                    | 1–1       | Uruguai    | 0    | 0       | Amistoso                    |
| 102. | 15 de novembro de 2019 | Hard Rock Stadium, Miami Gardens, Estados Unidos        | 0–1       | Colômbia   | 0    | 0       | Amistoso                    |

Seleção Peruana (total)
| Ano   |       |      |         |       |
| Ano   | Jogos | Gols | Assist. | Média |
| ----- | ----- | ---- | ------- | ----- |
| 2001  | 0     | 0    | 0       | 0     |
| 2004  | 7     | 4    | 0       | 0,57  |
| 2005  | 6     | 2    | 0       | 0,33  |
| 2006  | 3     | 2    | 0       | 0,66  |
| 2007  | 9     | 4    | 0       | 0,44  |
| 2008  | 4     | 0    | 0       | 0     |
| 2009  | 3     | 0    | 0       | 0     |
| 2010  | 0     | 0    | 0       | 0     |
| 2011  | 9     | 7    | 2       | 0,77  |
| 2012  | 8     | 2    | 1       | 0,28  |
| 2013  | 6     | 0    | 0       | 0     |
| 2014  | 5     | 2    | 0       | 0,4   |
| 2015  | 11    | 5    | 1       | 0,45  |
| 2016  | 12    | 3    | 2       | 0,25  |
| 2017  | 7     | 5    | 1       | 0,8   |
| 2018  | 5     | 3    | 1       | 2     |
| 2019  | 11    | 2    | 1       | 0,25  |
| Total | 106   | 41   | 9       | 0,41  |